# Rue de Vittel
La rue de Vittel est une voie de la commune de Nancy, comprise dans le département de Meurthe-et-Moselle, en région Lorraine. La rue est nommée d'après la cité thermale vosgienne.

## Situation et accès
Au sein du ban communal de Nancy, la rue de Vittel se place à sa périphérie sud-ouest, au sein du quartier Haussonville - Blandan - Donop et non loin des communes de Villers-les-Nancy et Vandœuvre.
La rue traverse le quartier de la Chiennerie en reliant l'avenue de Brabois à la rue de la Paix en zone 30 km/h avec un sens unique de circulation automobile jusqu'à la rue d'Amance puis en double sens.
Une piste cyclable permet de relier l'avenue de Brabois à la rue d'Amance.
La station du réseau Stan la plus proche est l'arrêt “Avenue de Brabois” de la ligne du Bus no 10.

## Origine du nom
Elle porte le nom de la ville de Vittel située dans le département des Vosges.

## Historique
Ancienne rue particulière ouverte en 1931 dans le lotissement de la Chiennerie à l'emplacement du chenil où l'on élevait au XVIIIe siècle des chiens pour les ducs de Lorraine.
Ce lotissement est, à l'origine, une cité-jardin.
Elle est dénommée en 1931, en hommage à la ville de Vittel (Vosges), station thermale réputée.

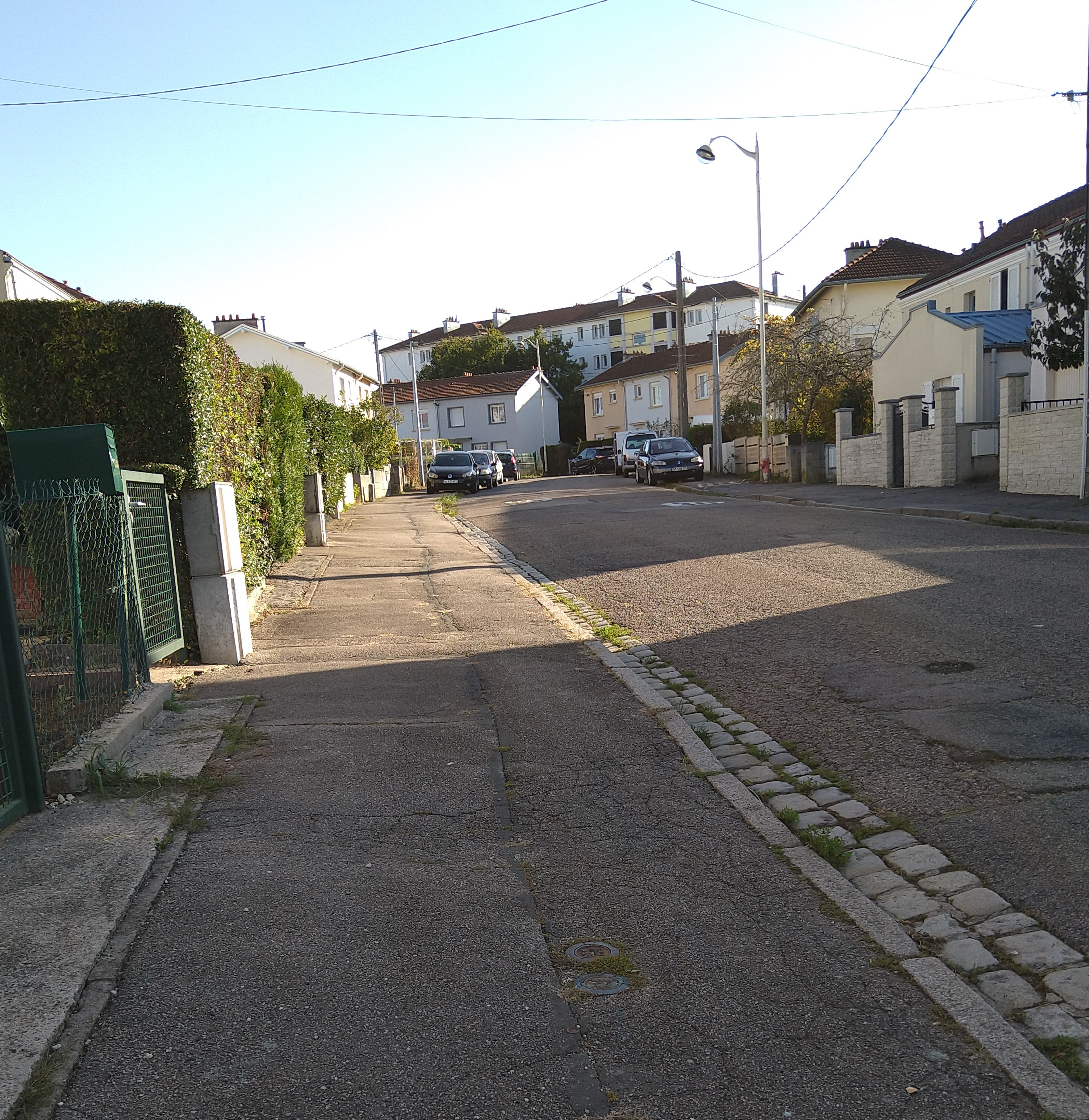
Double sens.
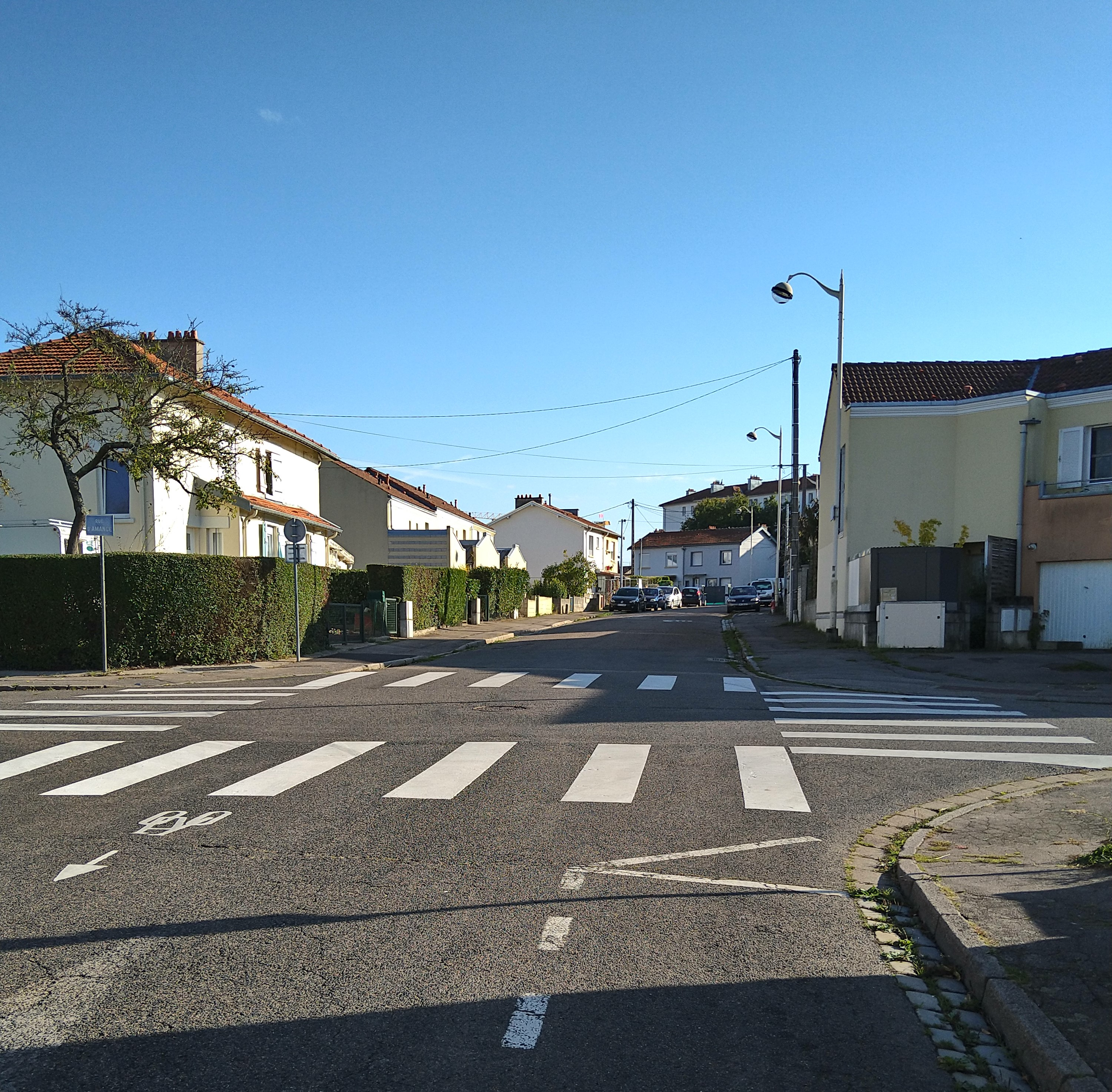
Rue d'Amance.
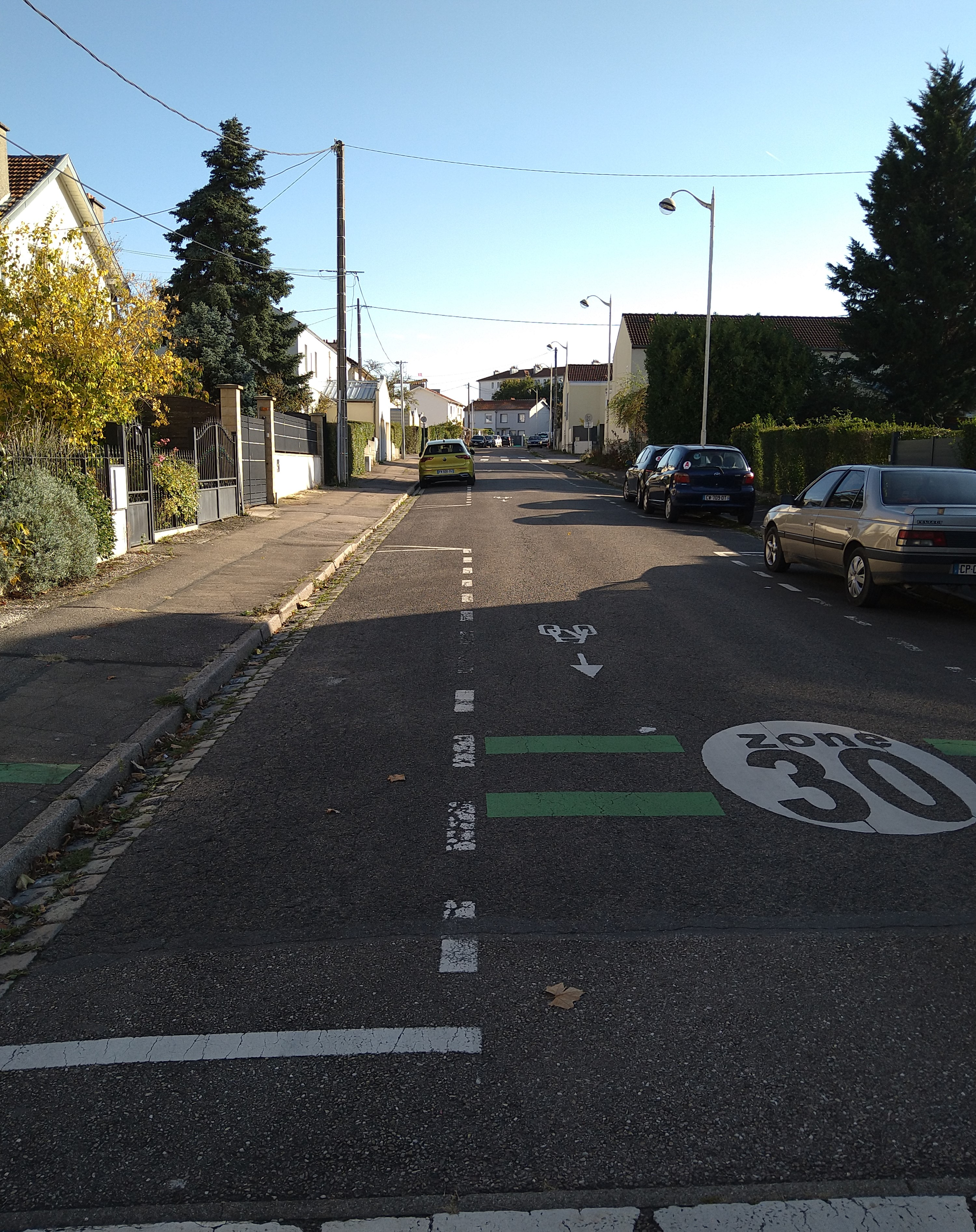
Sens unique.